# Nationaal park Huascarán
Het Nationaal park Huascarán is een nationaal park gelegen in de Cordillera Blanca in Peru. Het park is in 1985 toegevoegd op de werelderfgoedlijst door UNESCO. Het park vertegenwoordigt een zeer uitgebreide en gevarieerde flora en fauna. De hoogste berg van het land, de Nevado Huascarán (6768 m), is gelegen in het park.
Het park - 3400 km² groot - is het leefgebied van de Puya raimondii, de poema, de jaguar, de lama, de guanaco, het moerashert, de laaglandtapir en vele soorten eenden, waaronder de bruine krooneend. Het vormt eveneens het kerngebied (zona núcleo) van een van de vijf Peruaanse biosfeer-reservaten, het Reserva de Biosfera Huascarán (in totaal 11.699 km² groot)
- Gemeinsame Normdatei: 4830494-3
- Library of Congress Control Number: sh2004007316
- Nationale Bibliotheek van Israël: 987007564089405171
- Système universitaire de documentation: 066880920
- Virtual International Authority File: 200925067

Stad Cuzco ·
Historisch heiligdom van Machu Picchu ·
Archeologisch Chavin ·
Nationaal park Huascarán ·
Archeologische zone Chan Chan ·
Nationaal park Manú ·
Historisch centrum van Lima ·
Nationaal park Rio Abiseo ·
Lijnen en geogliefen van Nazca en Palpa ·
Historisch centrum van de stad Arequipa ·
Heilige stad Caral-Supe ·
Qhapac Ñan, wegennetwerk van de Andes ·
Archeoastronomisch complex Chankillo